# جان لويس فلاندرين
جان لويس فلاندرين ، ولد يوم 4 جويليا 1931 في غرونوبل وتوفي يوم اوت 2001 في باريس و ها قد يعتبر مؤرخ فرنسي جدد بعمق تاريخ الأسرة والجنس والطعام .